# Pycnocoma thonneri
Pycnocoma thonneri là một loài thực vật có hoa trong họ Đại kích. Loài này được Pax ex De Wild. & T.Durand miêu tả khoa học đầu tiên năm 1899.